# Christiane F. (banda sonora)
Christiane F. es una banda sonora del músico y compositor británico David Bowie, lanzada en 1981 para acompañar la película sobre Christiane F., cuyo título original en alemán es Wir Kinder vom Bahnhof Zoo.

## Lista de canciones
- Todas las letras escritas por David Bowie; toda la música compuesta por David Bowie, excepto donde se indique lo contrario.

1. "V-2 Schneider" – 3:09
2. "TVC 15" – 3:29
3. "Heroes/Helden" (Bowie, Brian Eno, con letras en alemán de Maas) – 6:01
4. "Boys Keep Swinging" (Bowie, Eno) – 3:16
5. "Sense of Doubt" – 3:56
6. "Station to Station" (en vivo) – 8:42
7. "Look Back in Anger" (Bowie, Eno) – 3:06
8. "Stay" – 3:20
9. "Warszawa" (Bowie, Eno) – 6:18

"TVC 15" es una edición única, inexistente en otras grabaciones. "Station to Station" es una versión en directo extraidá de Stage. "Stay" es la edición de sencillo lanzada anteriormente sólo en Estados Unidos.
- Datos: Q772931